# Ibrahim Abu-Lughod
Ibrahim Abu-Lughod (arabisch إبراهيم أبو لغد, DMG Ibrāhīm Abū Luġd; * 15. Februar 1929 in Jaffa; † 23. Mai 2001 in Ramallah) war ein palästinensisch-amerikanischer Politikwissenschaftler und Politiker.

## Leben
Abu-Lughods Vater ʿAli Khamis Abu-Lughod arbeitete in der ursprünglich von Deutschen gegründeten Gießerei Palestinian Iron and Brass Foundry Company Ltd. in Jaffa und später als selbstständiger Unternehmer. Wegen seiner arabisch-nationalistischen Aktivitäten wurde er von den Briten mehrmals verhaftet, er starb 1944. Sein Betrieb wurde 1948 eingestellt.
Ibrahim Abu-Lughod besuchte die ʿAmiriyya-Schule in Jaffa, eine von der Mittelklasse besuchte Regierungsschule. Er begeisterte sich für den Schauspieler Youssef Wahbi und wollte Anwalt werden. Ein Onkel Ibrahim Abu-Lughods war 1947 von den Briten getötet worden.
Abu-Lughods Familie zog sich aus den zunehmend umkämpften Vororten Jaffas in die sicherere Innenstadt zurück, wo er sich an den Versuchen für die Verteidigung der Stadt beteiligte. Das Gewehr, das er ohne jede Ausbildung erhielt, war nicht gebrauchsfähig. Er floh während der Nakba am 3. Mai 1948 mit dem Roten Kreuz, auf dem, wie damals vermutet wurde, letzten Schiff, das Jaffa in Richtung Beirut verließ. Über Nablus und Amman gelangte er in die Vereinigten Staaten.
Abu-Lughod studierte an der University of Illinois. 1957 wurde er an der Princeton University in Politikwissenschaften promoviert. Er arbeitete in Ägypten einige Jahre für die UNESCO, kehrte dann in die USA zurück und wurde nach Stationen als Dozent am Smith College und der McGill University 1985 auf den Lehrstuhl für Politologie der Northwestern University berufen. 1979 wurde er dort, zusammen mit Edward Said, Herausgeber des Arab Studies Quarterly, der bis in die 1990er Jahre bestehenden Association of Arab-American University Graduates (AAUG).
Abu-Lughod erhielt 1975 die US-Staatsbürgerschaft. 1992 kehrte Abu-Lughod nach Palästina zurück, wo er bis 2001 Vize-Präsident der Universität Bir Zeit war. Er war langjähriges Mitglied des Palästinensischen Nationalrats. Er war mit der Politikwissenschaftlerin Janet Abu-Lughod verheiratet. Die Anthropologin Lila Abu-Lughod ist seine Tochter. Ibrahim Abu-Lughod wurde im muslimischen Friedhof von ʿAjami in Jaffa beerdigt.

## Schriften
- Arab Rediscovery of Europe: A Study in Cultural Encounters. 1963
- The Evolution of the Meaning of Nationalism. 1963
- The Arab-Israeli Confrontation of June 1967: An Arab Perspective. 1970
- The Transformation of Palestine. 1971
- Palestinian Rights: Affirmation and Denial. 1982
- The Landscape of Palestine: Equivocal Poetry. 1999